# OutGames

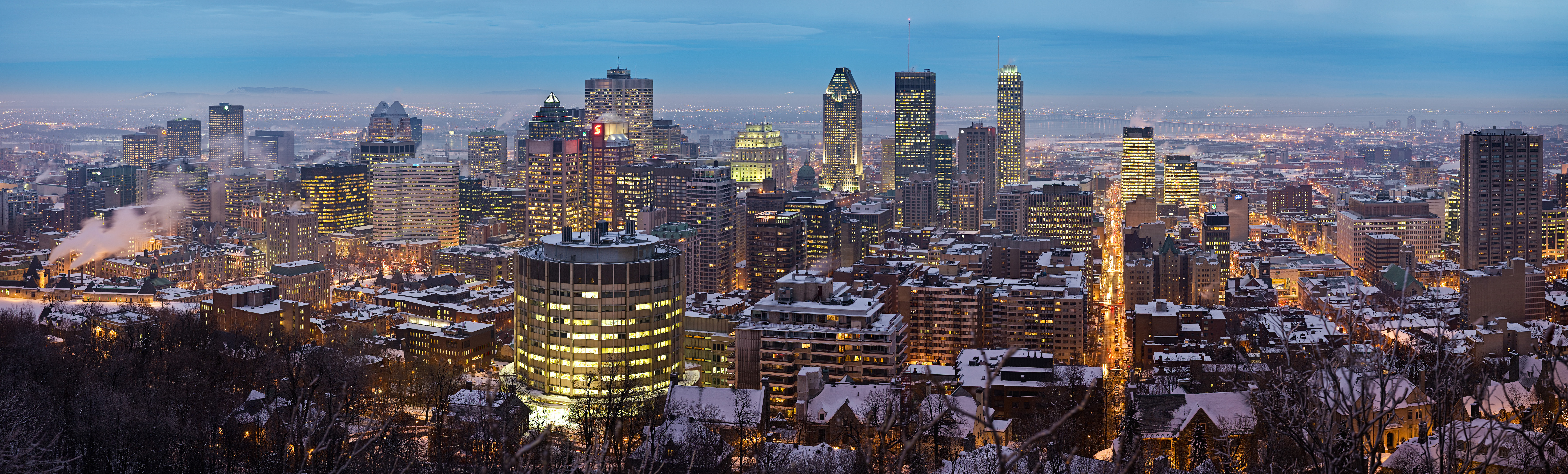
Vista panorâmica do centro de Montréal a noite a partir do Mont Royal, um cerro que fica perto da cidade.

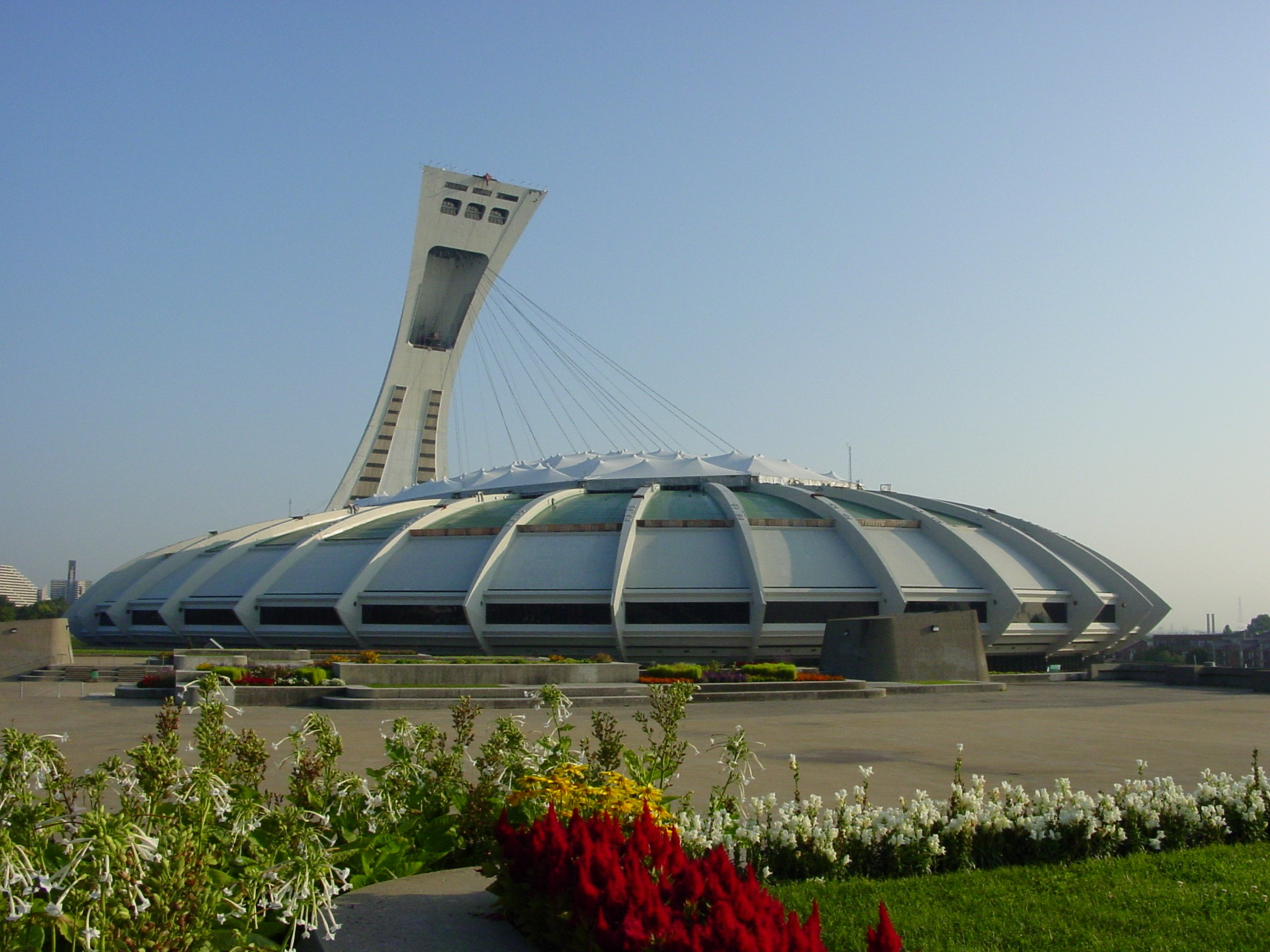
O Estádio Olímpico de Montréal, Canadá.

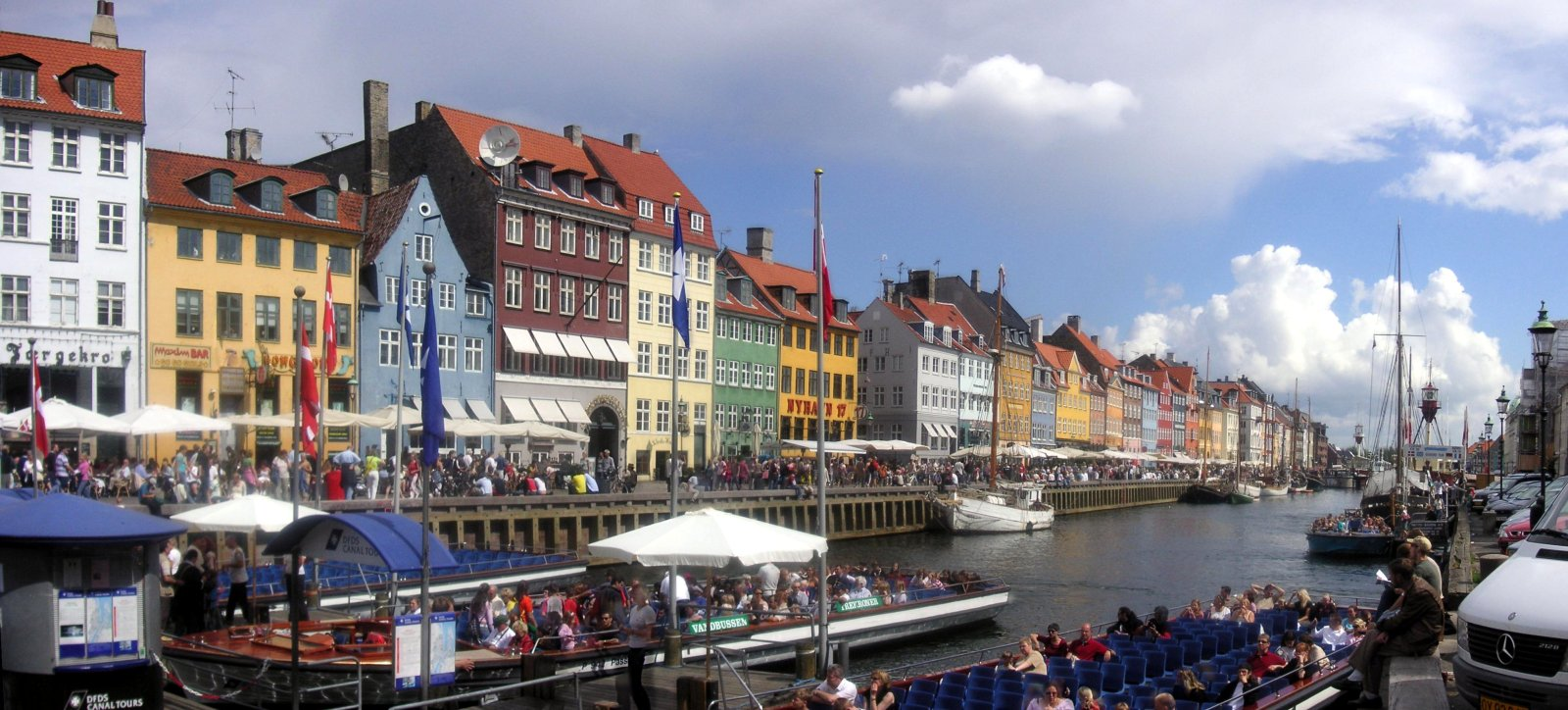
Copenhagen ou København (Distrito de Nyhavn), Dinamarca. Esta cidade sediará a segunda edição dos World Outgames em 2009.

Em Montréal, Canadá, decorre de 29 de julho a 5 de agosto de 2006 o festival cultural e desportivo (33 modalidades oficiais) LGBT identificado como Rendez-Vous Montréal 2006.
Esta será a primeira edição dos World OutGames organizados pela nova federação internacional de desporto GLISA. 
O “1st World Outgames Montréal 2006” (1ro Mundial de Jogos Abertos — Montreal 2006) é um acontecimento atlético / cultural que vem aduzir, apresentar provas / razões, através das exemplicações de cidadãos do mundo. Têndo como fundamento as universáis e fundamentáis assunções de “PRIDE” (ORGULHO) — Participação & Comemoração; Respeito & Conduta; Inovação; Diversidade & Autoridade, Eqüitativa; os jogos saúdam com boas-vindas, a todos, independente das suas práticas sexuais, de suas idades, sexo, cor de pele, crenças, nacionalidades, hábitos regionais, das suas limitações físicas, suas convicções políticas, aptidões físicas, experiências atlético-artísticas ou HIV/condições de saúde. 
Não há um padrão mínimo imposto para ser qualificado aos Outgames. O único requisito é: o desejo de apoiar os ideais dos Outgames. Cidadãos com necessidades específicas ou inabilidades são intergrados como participantes aptos, voluntários, juízes e espectadores. Ver maiores detalhes no sítio oficial do World Outgames, abaixo, na secção de Ligações externas.
Os Outgames pretendem ser por si sós, um ambiente seguro numa atmosfera acolhedora, onde seus participantes têm total liberdade de comportamento e de expressar afeição ao seu próximo, ao seu amor, além de gratificações no esporte na cultura e na arte. 
A segunda edição dos World Outgames será realizada na cidade de Copenhagen, na Dinamarca, em 2009. 
A desembargadora do estado do Rio Grande do Sul e presentemente (em 2006) candidata ao Supremo Tribunal de Justiça (federal), Dra Maria Berenice Dias, foi escolhida e aceitou o título honorífico de embaixatriz oficial do World Outgames/2006 no Brasil.
Montreal possui a segunda maior população francófona do mundo, Paris decididamente é a maior (sendo que Paris possui uma das maiores comunidades portuguesas fora de Portugal). Ainda assim, outros idiomas também são praticados usualmente em Montreal, principalmente o inglês que é a língua majoritária no Canadá como um todo.
O nome "Montreal" é uma forma de se escrever Mont-Royal, um ponto geográfico elevado localizado cerca da cidade, bem ao centro da ilha. Montreal, assim como o Rio de Janeiro, no Brasil, é uma cidade muito requisitada para sediar eventos internacionais. Motreal é considerada uma cidade atraente e amigável. Diz-se que ela é a cidade mais européia da América do Norte.
Ambas as formas de soletragem do termo Montreal e Montréal são corretas 1, sendo a sua pronúncia /ˌmʌntɹiˈɒːl/ no inglês canadense, /mɔ̃ʀeal/ no francês internacional e /mɔ̃ʀeal/ com sotaque de francês regional de Quebec).

## Páginas externas
- 1ō Outgames Mondiaux - Montréal 2006. Sítio bilíngüe (francês e inglês) acessado em 27 de abril de 2006.
- GLISA - Gay and Lesbian International Sport Association. Sítio em inglês, acessado em 27 de april de 2006.
- Site oficial da cidade de Montreal. Sítio em francês e inglês, acessado em 27 de abril de 2006.